# جان‌مارکو پوتزکو
جان‌مارکو پوتزکو (ایتالیایی: Gianmarco Pozzecco؛ زادهٔ ۱۵ سپتامبر ۱۹۷۲) بازیکن سابق و مربی بسکتبال اهل ایتالیا است.
وی در مسابقات کشوری و بین‌المللی در مجموع برندهٔ ۱ مدال نقره شده‌است.